# Ерофеевских, Леонид Константинович
Леонид Константинович Ерофеевских (8 августа 1913, Карагай, Пермская губерния — 9 июля 1944, Вильнюс) — советский офицер, участник Великой Отечественной войны, Герой Советского Союза (1945, посмертно), гвардии майор.
В годы Великой Отечественной войны служил в моторизированном батальоне автоматчиков 3-й гвардейской танковой бригады. Особенно отличился в 1944 году в боях по освобождению Белоруссии и Литвы. Погиб в боях за Вильнюс.

## Биография
Родился 8 августа 1913 года в селе Карагай ныне Карагайского района Пермского края в крестьянской семье. Русский. По окончании семи классов работал в колхозе «Коминтерн» под Оханском.
После окончания годичных курсов учителей в течение двух лет преподавал в Усольской школе бывшего Оханского района. В 1934 году досрочно, за один год, окончил двухгодичный рабфак в Оханске и поступил на физико-математический факультет Пермского государственного университета. Окончив университет, с июля 1939 года начал работать преподавателем математики в Пермском машиностроительном техникуме.
В Красной Армии с сентября 1939 года (по другим данным — с декабря 1939 года). Призван Кагановичским РВК города Молотов (ныне Пермь).

### В годы Великой Отечественной войны
На фронтах Великой Отечественной войны с октября 1941 года. Член ВКП(б) с 1942 года.
С января 1942 года гвардии лейтенант Л. К. Ерофеевских — начальник штаба мотострелково-пулемётного батальона 3-й гвардейской тяжёлой танковой бригады, в составе которой в течение 1942 года участвовал в боях на Северо-Западном, Калининском, Западном, Брянском и Сталинградском фронтах. Был дважды ранен. По оценке командира мотострелково-пулемётного батальона гвардии капитана Сорокина и военного комиссара мотострелково-пулемётного батальона гвардии батальонного комиссара Никитина, Л. К. Ерофеевских проявил себя «храбрым, инициативным и грамотным командиром, умело управляет подчинёнными в бою.» В частности, в боях с 11 по 17 августа 1942 года за высоту 218,7 и рощу в районе деревни Ильиновка (Верхнехавский район Воронежской области) Л. К. Ерофеевских, командуя ротой, отбил более десятка атак превосходящих сил противника. Только 16 августа противник предпринял 7 атак численностью до батальона пехоты, потеряв при этом свыше роты убитыми и ранеными, а также 6 солдат и офицеров советскими пулемётчиками были взяты в плен. В этом бою он лично уничтожил из винтовки 12 солдат противника. За этот эпизод Л. К. Ерофеевских был награждён орденом Красного Знамени (6 ноября 1942).
24 августа 1942 года 3-я гвардейская танковая бригада в составе 7-го танкового корпуса была переброшена на Сталинградский фронт и вошла в состав 1-й гвардейской армии. Танкисты бригады принимали участие в Сталинградской битве вплоть до 29 октября, когда бригада была выведена на доукомплектование в резерв Ставки ВГК в Саратов. Вновь на Сталинградский фронт гвардейцы-танкисты прибыли 1 декабря 1942 года, бригада вошла в состав 5-й ударной армии.
14-16 декабря 1942 года Л. К. Ерофеевских со своим батальоном выбил противника из посёлков Рычковский и Верхнечирский (ныне Суровикинский район Волгоградской области), понеся минимальные потери. Личным примером увлекал своих бойцов в атаку. А 29 декабря в ходе Котельниковской операции танкисты бригады освободили посёлок Котельниковский (с 1955 года — город Котельниково).
18 сентября 1943 года в ходе Черниговско-Припятской операции и наступления на киевском направлении танкисты бригады участвовали в освобождении города Прилуки (ныне Черниговская область Украины).
Летом 1944 года гвардии капитан Л. К. Ерофеевских командовал батальоном автоматчиков 3-й гвардейской танковой бригады. Особо отличился в боях за освобождение Белоруссии и Литвы.
27 июня 1944 года передовой танковый отряд 3-й гвардейской танковой бригады с автоматчиками на броне овладел восточной частью посёлка Бобр (Крупский район Минской области) и вышел к реке Бобр. Батальон Л. К. Ерофеевских форсировал водную преграду и захватил плацдарм. Командир батальона и замполит гвардии майор И. П. Яборов умело организовали ночную атаку, выбили противника из укреплений и в течение двадцати часов удерживали переправу, пока не подошли советские резервы.
30 июня, в ходе Минской операции, батальон Л. К. Ерофеевских одним из первых преодолел реку Березина и первым занял окраину города Борисов (Минская область), уничтожив и пленив сотни офицеров и солдат противника. 3 июля танкисты бригады в составе 5-й гвардейской танковой армии участвовали в освобождении города Минска, а сама 3-я гвардейская танковая бригада Приказом ВГК была удостоена почётного наименования «Минская». За взятие города Борисов Л. К. Ерофеевских был удостоен ордена Александра Невского (21 июля 1944).
Развивая наступление, 8 июля в ходе Вильнюсской операции части 3-й гвардейской танковой бригады подошли к столице Литвы городу Вильнюсу, а уже на следующий день начался штурм города.
9 июля гвардии майор Л. К. Ерофеевских с группой автоматчиков, выполняя приказ командования, ворвался на станцию Вильнюс и, несмотря на яростное сопротивление противника, выбил его оттуда. На станции было захвачено 8 железнодорожных эшелонов с различным имуществом и 10 стоящих под парами паровозов.
Шаг за шагом автоматчики вместе с комбатом приближались к центру города. Особенно упорным было сопротивление противника у здания комендатуры (улица Шопена дом № 8). Но гвардейцы сумели ворваться в помещение и в ходе схватки уничтожили шесть офицеров и двенадцать солдат противника. Однако вскоре немцам удалось блокировать гвардейцев в этом здании. Бой в окружении длился три дня, потеряв более сотни солдат, немецкие войска смогли войти в здании, когда погиб последний советский воин (по некоторым сведениям, здание было подожжено). Зафиксированы надругательства немецких солдат над трупами советских воинов: они выкололи им глаза, отрезали уши, носы, подпалили ноги и руки. После того как здание было отбито, и об этом стало известно советскому командованию, по советским подразделениям вышла листовка с призывом жестоко отомстить фашистам за боевых друзей.
Точная дата гибели неизвестна, никого из участников боя не осталось в живых. В донесении о безвозвратных потерях стоит 9 июля. Полностью от немецких войск Вильнюс был очищен 13 июля 1944 года, а 25 июля Указом Президиума Верховного Совета СССР 3-я гвардейская танковая бригада была награждена орденом Красного Знамени.
Указом Президиума Верховного Совета СССР от 24 марта 1945 года «за образцовое выполнение боевых заданий командования на фронте борьбы с немецко-фашистскими захватчиками и проявленные при этом мужество и героизм», гвардии майору Ерофеевских Леониду Константиновичу посмертно присвоено звание Героя Советского Союза. Этим же Указом высокого звания Героя Советского Союза был удостоен его заместитель по политической части гвардии майор И. П. Яборов, погибший в том же бою.

## Награды и звания
Советские государственные награды и звания:
- Герой Советского Союза (24 марта 1945, посмертно[12]);
- орден Ленина (24 марта 1945, посмертно[12]);
- орден Красного Знамени (6 ноября 1942[3]);
- орден Александра Невского (21 июля 1944[7]);
- медали, в том числе:
  - медаль «За отвагу» (22 марта 1943[5]);
  - медаль «За оборону Сталинграда»[7].

## Память
Похоронен в городском саду в Вильнюсе на площади Ожишкова, где первоначально был установлен памятник. В 1951 году его останки были перенесены на мемориальный ансамбль в память о советских воинах Великой Отечественной войны на Антакальнисе.
Его именем названа одна из центральных улиц Оханска, улица села Карагай и школа в деревне Шалаши Оханского района. В Перми, на корпусе № 2 Пермского государственного университета (ул. Генкеля, 7) установлена мемориальная доска. В доме, где в 1933—1934 годах был рабфак, ныне находится средняя школа, на входе в которую также установлена мемориальная доска: «Здесь учился Герой Советского Союза Леонид Константинович Ерофеевских». До распада СССР его имя носили два пионерских отряда.
9 мая 1971 года мемориальная доска также была установлена в родном селе Карагай на доме, где родился Л. К. Ерофеевских.

## Семья
В Оханске проживала его мать Ольга Федоровна Ерофеевских и две сестры — Екатерина и Валентина. В послевоенные годы они часто рассказывали воспитанникам местных детских домов и учащимся школ города о детстве и подвиге Леонида Константиновича Ерофеевского.
Жена — Ксения Васильевна, в годы войны проживала в селе Карагай.